# Four Seasons Hotel New York
Le Four Seasons Hotel New York est un gratte-ciel de 208 mètres de hauteur construit à New York aux États-Unis en 1993. L'immeuble abrite 364 chambres d'hôtel appartenant à la chaine Four Seasons Hotels and Resorts. Il s'agit de l'un des plus hauts hôtels de New York.
L'immeuble a été conçu par l'agence d'architecture de Ieoh Ming Pei.